# Carl David Holzbecher
Carl David Holzbecher, auch Karl David Holzbecher (1779 in Berlin – 20. Mai 1830 ebenda) war ein deutscher Theaterschauspieler und Sänger.

## Leben
Holzbecher betrat 1789 in Berlin als „Elamir“ zum ersten Mal die Bühne und wirkte an diesem Hoftheater 40 Jahre lang als gerade kein bedeutendes, aber sehr pflichtgetreues und daher eminent verdienstvolles Mitglied. Er starb im Juli 1830. Die Mehrzahl seiner Rollen waren sogenannte Nebenrollen wie Diener und Knappen. Seine Tochter war die Schauspielerin Julie von Holtei (1809–1839), sein Schwiegersohn Karl von Holtei.
Am Königlichen Berliner Nationaltheater unter der Leitung von August Wilhelm Iffland trat er in mehr als 140 Stücken auf. Unter anderem sang er den „Artemidor“ in Christoph Willibald Glucks Oper Armide, die in Berlin am 20. Mai 1805 Premiere hatte, bis 1814 mehr als 30 Mal. In dem komischen Singspiel Ein Tag in Paris von Nicolo Isouard (Premiere 20. März 1809) sang er die Partie des „Schusters“ mit großem Erfolg. In Carlo Goldonis Lustspiel Der Diener zweier Herren spielte er den „Silvio“. In Friedrich Schillers  Trauerspiel Don Carlos spielte er den Prinzen von Parma.